# RIN (Rapper)

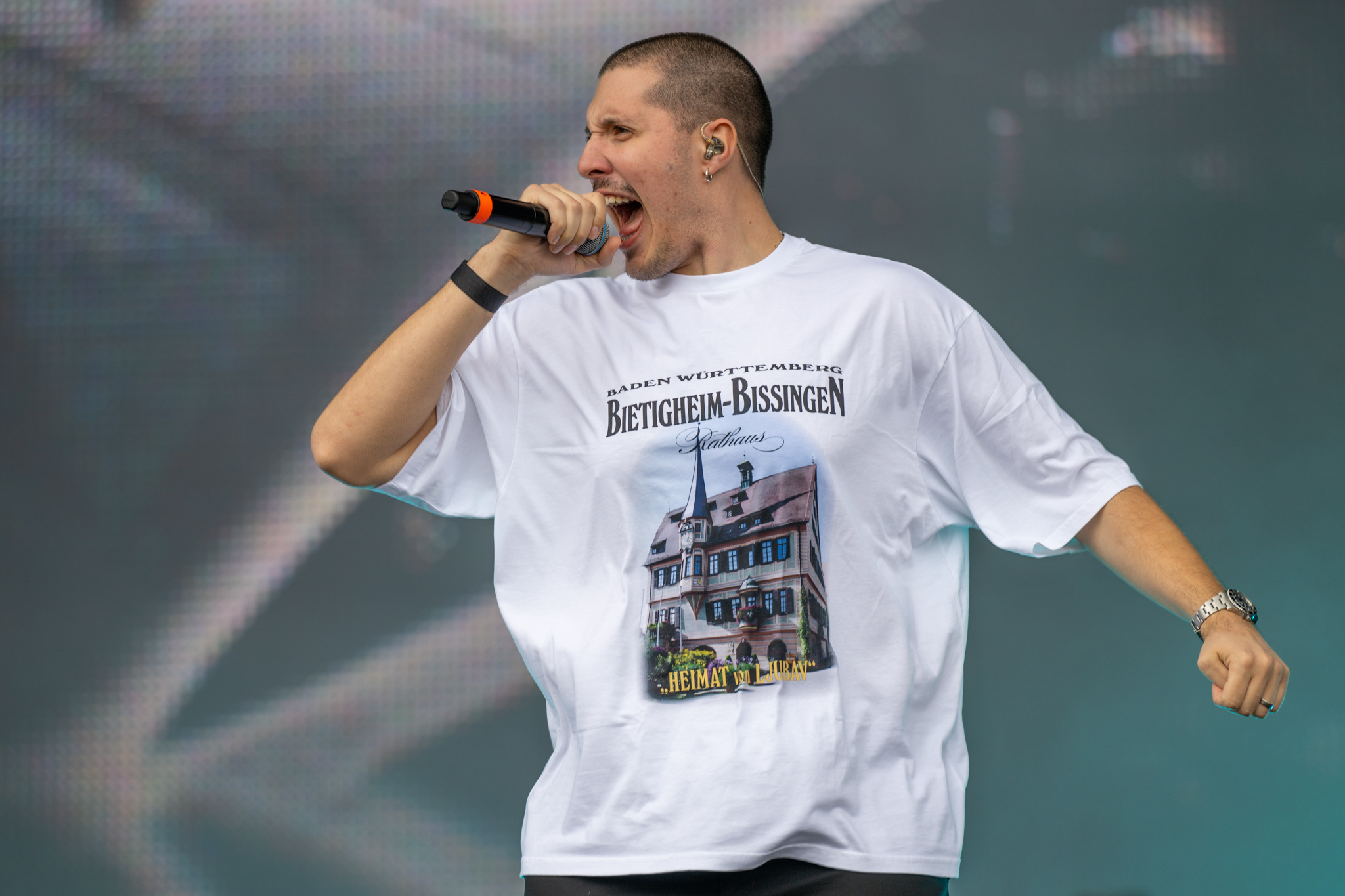
RIN (2022)

RIN [rɪn] (bürgerlich Renato Simunović; * 28. Juni 1994 in Ulm) ist ein kroatischer deutschsprachiger Rapper und Podcaster.

## Leben und Karriere

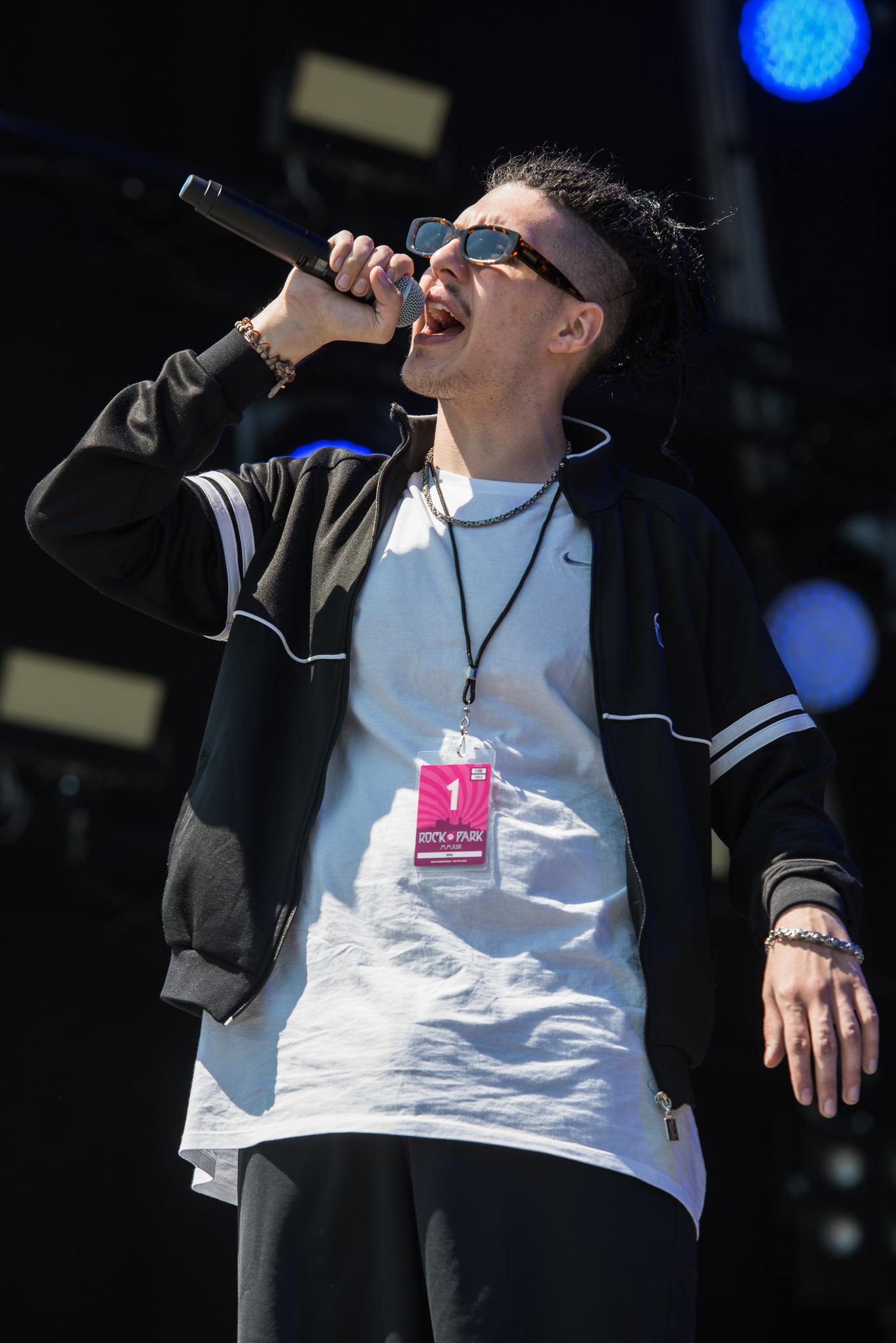
RIN bei Rock im Park 2017

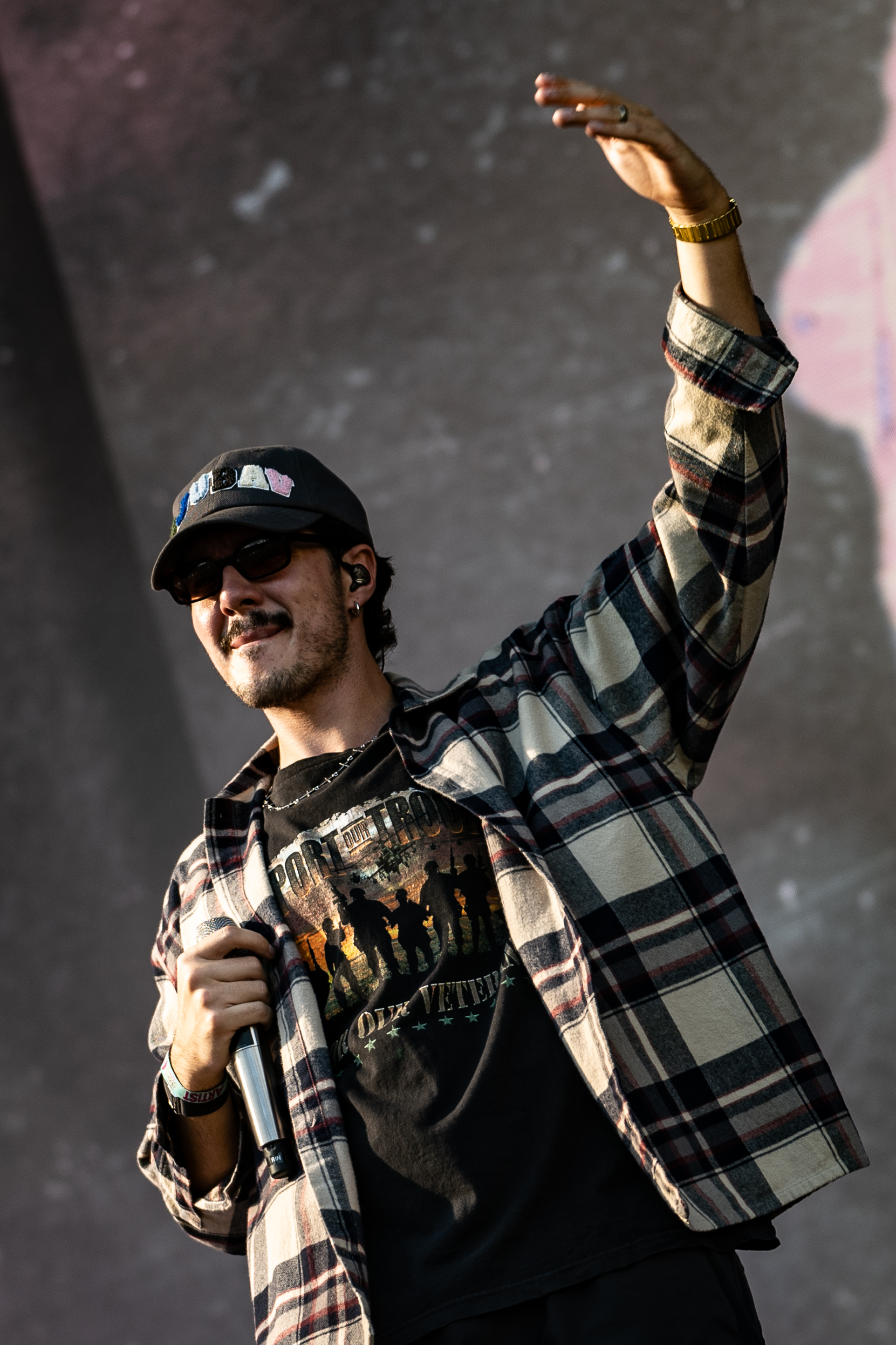
RIN auf dem Superbloom-Festival 2024

Auch RINs Mutter und Vater sind Kroaten. Seine Mutter stammt ursprünglich aus Herzegowina, sein Vater aus Bosnien. Der Vater kam in den 1970er Jahren als Gastarbeiter nach Deutschland. Daher besitzt RIN lediglich einen kroatischen Pass. RIN wuchs in Bietigheim-Bissingen bei Stuttgart in Baden-Württemberg auf, wo er auch die Schule besucht hatte. Seinen Schulabschluss absolvierte RIN dort an der Realschule im Aurain. Seine Eltern betreiben ein Restaurant im nahegelegenen Ludwigsburg.
2012 begann RIN zusammen mit dem Rapper Caz Musik zu machen. Im Sommer 2015 veröffentlichten die beiden den Track Ljubav/Beichtstuhl, der das Interesse des Produzenten The Breed vom Label Alles oder Nix weckte. Zusammen nahmen sie eine EP auf, die jedoch aufgrund künstlerischer Differenzen nie erschien. Kurz darauf lernte RIN Max vom Berliner Independent-Label Live from Earth kennen, die den jungen Künstler von da an unterstützten. Über das ungezwungene Label lernte er auch den österreichischen Rapper Yung Hurn kennen, mit dem er die gemeinsame EP Mafia der Liebe aufnahm, die bisher noch nicht erschienen ist. Als erste Singleauskopplung erschien am 12. Mai 2016 der Track Bianco, der sich zum Sommerhit entwickelte und bei den Jahrescharts des Juice-Magazins zur Single des Jahres gewählt wurde.
Im Frühjahr 2017 erreichten Tracks von RIN erstmals die deutschen Singlecharts. Seit 2017 ist er beim Label Division Recordings, das von Selfmade-Records-Geschäftsführer Elvir Omerbegovic und den The Factory-Regisseuren Markus Weicker und Michael Weicker gegründet worden ist, unter Vertrag. Am 5. August wurde die offizielle Tracklist für sein Debütalbum Eros veröffentlicht, welches 15 Lieder beinhaltet und am 1. September 2017 erschien. Am 7. Dezember gewann RIN mit seinem Album Eros die 1 Live Krone in der Kategorie „Bestes Album“.
Am 22. Juni 2018 erschien sein Mixtape Planet Megatron. Die darauf enthaltene Single Dior 2001 schaffte es in Deutschland und der Schweiz bis auf Platz vier der Charts und wurde in Deutschland und Österreich mit einer goldenen bzw. einer Platin-Schallplatte zertifiziert.
Im Jahr 2019 veröffentlichte er mehrere Songs, die sich hoch in den Charts platzieren konnten, darunter auch Up in Smoke. Zudem kündigte er am 27. September 2019 sein zweites Album Nimmerland mit dem Erscheinen des Lieds Fabergé an. Das Album erschien am 6. Dezember.
Am 29. Oktober 2021 erschien sein drittes Studioalbum Kleinstadt.
Im Sommer 2023 erschien die EP Euphoria, die ein Feature mit Schmyt enthält. 2023 traf er mit Bundeskanzler Olaf Scholz zu einem Austausch über Politik und Kultur zusammen.

## Stil
RINs frühe Veröffentlichungen wurden mit den Genres Cloud Rap und Trap beschrieben. Die Texte auf den Alben Eros und Planet Megatron sind geprägt von Verweisen auf Mode und die Hip-Hop-Kultur. Auf Nimmerland finden sich darüber hinaus musikalische und inhaltliche Anspielungen auf die 2000er-Jahre: Der Track Keine Liebe lehnt sich musikalisch an den Song Du trägst keine Liebe in dir der Band Echt an, während in Vintage der Song Dirt Off Your Shoulder von Jay-Z gesampled wird. In Besprechungen zu Kleinstadt, das Features mit Giant Rooks und Schmyt enthält, wurden die Genrebezeichnungen Grunge-Rock und Soul genannt.
Parallel zu seiner musikalischen Weiterentwicklung durchlief RIN eine Reihe von optischen Veränderungen. Während er bei der Veröffentlichung von Eros und Planet Megatron geflochtene, lange Haare trug, waren seine Haare bei der Veröffentlichung von Nimmerland rot gefärbt und zu einem Flattop frisiert. Seit Kleinstadt trägt RIN einen rasierten Kurzhaarschnitt.

## Diskografie
Studioalben

| Jahr | Titel Musiklabel                             | Höchstplatzierung, Gesamtwochen, AuszeichnungChartplatzierungen (Jahr, Titel, Musiklabel, Platzierungen, Wochen, Auszeichnungen, Anmerkungen) | Höchstplatzierung, Gesamtwochen, AuszeichnungChartplatzierungen (Jahr, Titel, Musiklabel, Platzierungen, Wochen, Auszeichnungen, Anmerkungen) | Höchstplatzierung, Gesamtwochen, AuszeichnungChartplatzierungen (Jahr, Titel, Musiklabel, Platzierungen, Wochen, Auszeichnungen, Anmerkungen) | Anmerkungen                                                 |
| Jahr | Titel Musiklabel                             | DE | AT | CH | Anmerkungen                                                 |
| ---- | -------------------------------------------- | --- | --- | --- | ----------------------------------------------------------- |
| 2017 | Eros Division Recordings (Gold League)       | DE3 Gold · (30 Wo.)DE | AT6 (5 Wo.)AT | CH8 (1 Wo.)CH | Erstveröffentlichung: 1. September 2017 Verkäufe: + 100.000 |
| 2019 | Nimmerland Division Recordings (Gold League) | DE3 (33 Wo.)DE | AT3 (34 Wo.)AT | CH3 (15 Wo.)CH | Erstveröffentlichung: 6. Dezember 2019                      |
| 2021 | Kleinstadt Division Recordings (Gold League) | DE5 (5 Wo.)DE | AT3 (2 Wo.)AT | CH5 (3 Wo.)CH | Erstveröffentlichung: 29. Oktober 2021                      |

## Auszeichnungen
1 Live Krone
- 2017: „Bestes Album“ für Eros[16]

Hiphop.de Awards
- 2017: „Bester Newcomer national“[23]
- 2020: „Bester Live-Act national“[24]